# Västvattnet (Ströms socken, Jämtland, 714300-145578)
Västvattnet är en sjö i Strömsunds kommun i Jämtland och ingår i Ångermanälvens huvudavrinningsområde. Sjön har en area på 0,132 kvadratkilometer och ligger 556,5 meter över havet. Sjön avvattnas av vattendraget Bodvattenbäcken.

## Delavrinningsområde
Västvattnet ingår i det delavrinningsområde (714057-145693) som SMHI kallar för Mynnar i Svaningssjön. Medelhöjden är 502 meter över havet och ytan är 23,34 kvadratkilometer. Det finns inga avrinningsområden uppströms utan avrinningsområdet är högsta punkten. Bodvattenbäcken som avvattnar avrinningsområdet har biflödesordning 3, vilket innebär att vattnet flödar genom totalt 3 vattendrag innan det når havet efter 261 kilometer. Avrinningsområdet består mestadels av skog (95 procent). Avrinningsområdet har 1,11 kvadratkilometer vattenytor vilket ger det en sjöprocent på 4,7 procent.